# آرثر كوفمان (قاضي)
آرثر كوفمان (بالألمانية: Arthur Kaufmann)‏ (و. 1923 – 2001 م) هو قاضي، وأستاذ جامعي ألماني، ولد في زينغن، كان عضوًا في الأكاديمية البافارية للعلوم والعلوم الإنسانية، توفي في ميونخ، عن عمر يناهز 78 عاماً.

## التعليم
تعلم في جامعة هايدلبرغ
.

## جوائز
حصل على جوائز منها:

الدكتوراة الفخرية من جامعة كيئو